# A Man Called Adam
Pour plus de détails, voir Fiche technique et Distribution.
A Man Called Adam est un film américain réalisé par Leo Penn, sorti en 1966.

## Fiche technique
Sauf indication contraire, les informations mentionnées dans cette section peuvent être confirmées par la base de données cinématographiques IMDb,  présente dans la section « Liens externes ».
- Titre original et français : A Man Called Adam
- Titre italien : La pelle brucia
- Réalisation : Leo Penn
- Scénario : Lester et Tina Pine
- Musique : Benny Carter
- Montage : Carl Lerner
- Production : Ike Jones, James Waters, Joseph E. Levine
- Société de production : Trace-Mark Productions
- Format : Noir et blanc - Son mono - 35 mm
- Genre : drame
- Pays de production :  États-Unis
- Durée : 99 minutes (1h39)
- Date de sortie : 
  - États-Unis : 3 août 1966 (New York)
  - Hongrie : 7 décembre 1967

## Distribution
- Sammy Davis Jr. : Adam Johnson
- Ossie Davis : Nelson Davis
- Cicely Tyson : Claudia Ferguson
- Louis Armstrong : Willie Ferguson
- Frank Sinatra Jr. : Vincent
- Peter Lawford : Manny
- Mel Tormé : lui-même
- Lola Falana : Theo
- Jeanette Du Bois : Martha
- Johnny Brown : Les
- George Rhodes : Leroy
- Michael Silva : George Baloney
- Michael Lipton : Bobby Gales
- Morgan Freeman
- Roy Glenn